# Autoroute A24 (France)
Pour les articles homonymes, voir A24 (homonymie).
L'autoroute A24 est un projet d'autoroute entre Amiens, Lille et la Belgique. Historiquement cette autoroute dispose de 3 variantes. 
- Un projet d'autoroute entre Amiens et l'A22. Ce projet a été abandonné en août 2010[1] à la suite du Grenelle de l'Environnement.
- Un projet d'autoroute entre Amiens et la Route nationale 58. Le tronçon au sud de l'A25 a été abandonné en août 2010[1] à la suite du Grenelle de l'Environnement. Cependant le tronçon au nord de l'A25 qui contourne Armentières par l'est a vu le jour. Il dispose bien des caractéristiques d'une voie express pour devenir une autoroute dans le futur[2],[3],[4],[5]. En 2015 le département du Nord met en service la route département 945 qui contourne Armentières par l'est en débouchant sur la route départemental 7[6],[7],[8]. Dans le cadre de la loi NOTRe de 2015, au 1er janvier 2017 les routes portants la mention « RD » sur le territoire métropolitaine de la MEL sont devenues des « RM ». Le changement des panneaux est effectif depuis l’été 2019 [9] . En Belgique la Route nationale 58 est partiellement une autoroute en Wallonie dans la province de Hainaut. En Région flamande dans la Province de Flandre-Occidentale la Route nationale 58 est appelée à être doublée pour devenir une 2x2 voies[10],[11],[12],[13],[14] . Toujours dans l'optique d'écarter le trafic de transit de la métropole Lilloise par l'ouest, l'état français réfléchit à élargir à 2x3 voies l'A25. Il réfléchit aussi à supprimer les ronds-points et giratoires sur les Route nationale 41 et Route nationale 47 qui sont sources d'embouteillages et de pollution à l'approche de Lille et Lens [15],[16],[17] .
- L'axe Arras - Belgique est une succession de voies express et d'autoroutes. Respectivement partant de d'Arras :

Route nationale 25, Route nationale 17, A211, A21, 
Route nationale 47, Route nationale 41, A25, Route métropolitaine 945
Route métropolitaine 7 .
L'axe Arras - Amiens est lui une simple route nationale dont l'état français conserve la charge. La Route nationale 25 est quant à elle classée voie express au nord d'Amiens et à l'ouest d'Arras. Un projet de 2x2 voies existe sur la papier en lieu est place d'une A24. Cependant ce projet n'est qu'un simple projet sur le papier, il n'existe pas d'étude pour le moment  . 
Le nom de l'A24 a un temps désigné l'actuelle A34 Reims-Charleville-Mézières.

## But du projet
Cette liaison de 140 km (dont 20 km en Belgique) coûtant plus de 1,3 milliard d'euros (estimation 2007) prétendait répondre prioritairement aux cinq objectifs suivants :
- constituer une capacité de transport alternative, de celle du réseau autoroutier existant dans les régions Nord-Pas-de-Calais et Picardie, et offrir un itinéraire alternatif à l’autoroute A1 en améliorant le maillage du réseau par l'ouest de Lille;
- placer Amiens et la Picardie sur un nouvel axe d’échange et offrir à Lille et au Nord-Pas-de-Calais une nouvelle ouverture sur l'ouest de la France ;
- offrir un bon niveau de service propre à réduire l’insécurité routière des routes nationales et du trafic poids-lourd ;
- faire contourner le trafic poids-lourd en provenance des ports d'Anvers, Zeebruges et Dunkerque ;
- réduire la pollution et la congestion dans la métropole de Lille.

Ce projet a été l'objet de controverses entre partisans et opposants de l'axe. Les premiers arguant de son utilité en tant qu'axe de déchargement de l'autoroute A1, les seconds mettant en cause son impact écologique et l'alternative du ferroutage.

## Projet alternatif
Des opposants aux projets de l'autoroute A24 ont préconisé un simple passage à 2 × 2 voies de la RN 2 reliant Paris à Mons (Belgique). La RN 2 souffre cenpendant d'un défaut. Celle ci permet d'écarte le trafic Paris - Benelux, en partie à destination de Bruxelles , sans tenir compte des flux à destination d'Anvers. La RN 2 constitue en effet un barreau parallèle à l'autoroute A1 et pourrait désengorger efficacement une partie de son trafic. Des travaux d'aménagements entre Maubeuge et Laon, attendus depuis les années 1980 par la population, permettraient d'avoir un axe à double voies entre l'Île-de-France et une partie la Belgique. Ce projet permettrait de désenclaver l'Avesnois, la Thiérache. 
La non réalisation d'un axe rapide Lille-Amiens enclave une partie des habitants de la région Hauts-de-France, dans le sud-ouest de la Picardie.
Le dossier peut être abordé de deux manières, soit d'un point de vue stratégique au niveau des transports, soit d'un point de vue pratique. En effet la Belgique veut d'un axe gratuit pour se connecter à la France. La France parle d'un simple axe de contournement à péage dont la Belgique ne veut pas entendre parler. Il existe d'autres problèmes, tels que les problématiques linguistiques entre francophones et néerlandophones.